# Plac Franklina Roosevelta w Olsztynie
Plac Roosevelta jest jednym z głównych placów Olsztyna i zlokalizowany jest na Podgrodziu. Łączy główne ulice miasta, które prowadzą do m.in. Śródmieścia, Podgrodzia, Likus, Dajtek i Kortowa. Przy placu znajduje się sygnalizacja świetlna, następujące ulice od niego odbiegają:
- ul. Szrajbera – na północ
- al. Niepodległości – na wschód
- ul. Śliwy – na południe
- ul. Mochnackiego – na zachód

Po wybudowaniu alei Obrońców Tobruku, ulicy Tuwima oraz alei Schumana, główny ruch tranzytowy przeniósł się ze ścisłego centrum Olsztyna i placu Roosevelta. Obecnie plac pełni funkcję bardziej miejską, niż tranzytową.
Nazwę plac zawdzięcza prezydentowi Stanów Zjednoczonych Franklinowi Rooseveltowi.

## Historia placu
Plac Roosevelta, łączący ważne dzielnice Olsztyna, spełniał rolę handlową i ruchu. Pierwsza nazwa placu to Pferd-Markt (Targ Koński), który wieńczył wschodnią część dawnego „Dolnego Przedmieścia”. Za czasów Prus Wschodnich plac nazywał się natomiast Remonte-Markt (Targ/Rynek Remonte), a po dojściu Hitlera do władzy nazwa zmieniła się na Langemarck-Platz (plac Langemarcki).
Tuż po drugiej wojnie Światowej odrestaurowano kamienice na placu, w pobliżu ulicy Knosały. W latach 70. i 80. XX wieku rozpoczęto rozbiórkę większości starych kamienic przy wschodniej części placu. Stara przedwojenna willa Villa Beyer, na zbiegu ulic Pieniężnego, Szrajbera i Knosały została wyremontowana po II wojnie światowej i ulokowano w niej Towarzystwo Przyjaźni Polsko-Radzieckiej, znane potocznie jako TPPR. W budynku odbywały się różne spotkania, wykłady oraz filmy w języku rosyjskim. W kinie TPPR-u pokazywano w większości filmy produkcji radzieckiej. Wraz ze zmianami politycznymi w latach 1989–90 zamknięto TPPR i sprzedano willę Kredyt Bankowi, która została gruntownie odrestaurowana i ogrodzona. Na miejscu dawnych kamienic, na wschodzie placu nie budowano aż do początku lat 90. XX wieku, kiedy przystąpiono do budowy restauracji McDonald's. Restaurację otwarto w grudniu 1995 r.  Pierwotnie planowano w tym miejscu stację benzynową, a następnie cerkiew greckokatolicką, ale plany zakupu placu pod budowę przedłużały się i sprzedano ziemię McDonaldowi. Po wybudowaniu w latach 90. XX wieku alei Obrońców Tobruku, plac został odciążony od ruchu tranzytowego.

## Obiekty i pomniki
- Na północ od placu znajduje się park łączący go ze Starym Miastem.
- Pomnik Strażaków (na południe placu u zbiegu alei Niepodległości i ulicy Śliwy).

## Komunikacja
Plac Roosevelta odgrywał ważną rolę w komunikacji miejskiej od początku XX wieku. Trojlebusy linii 2 zaczęły jeździć od roku 1939 na trasie: pl. Roosevelta – ul. Jagiellończyka – Koszary Wojskowe. Dnia 28 stycznia 1948 roku oddano do użytku nową trasę trolejbusową od pl. Roosevelta do Kortowa. Przez plac przebiegała także linia trolejbusowa 3, która ciągnęła się od ul. Limanowskiego do Kortowa, a także trolejbusy linii nr 4 w kierunku osiedla Mazurskiego przez aleję Niepodległości. Od dnia 31 lipca 1971 r. zastąpiono linie trolejbusowe miejskimi autobusami.
Przez plac Roosevelta przebiegają linie autobusowe o numerach: 101, 103, 105, 107, 111, 113, 116, 127, 128, 136, 309, N01 i N02 (w tym dwie nocne i jedna podmiejska).
Najbliższe przystanki autobusowe znajdują się przy ulicy Śliwy (w kierunku Kortowa), ul. Szrajbera (w kierunku Śródmieścia i Jakubowa). Pętla autobusów miejskich i podmiejskich znajduje się na wschód placu – przy ul. Knosały.